# دن اکنر
دن اکنر (انگلیسی: Dan Ekner; ۵ فوریهٔ ۱۹۲۷ – ۱۷ آوریل ۱۹۷۵) بازیکن فوتبال اهل سوئد بود که در پست مهاجم بازی می‌کرد.
وی همچنین در تیم ملی فوتبال بی سوئد بازی کرده‌است.